# Binsfeld (Luxemburg)
Binsfeld (en luxemburguès: Bënzelt; en alemany: Binsfeld) és una vila de la comuna de Weiswampach, situada al districte de Diekirch del cantó de Clervaux. Està a uns 57 km de distància de la ciutat de Luxemburg.

## Història
La descoberta d'un ampli camp de tombes romanes a la dècada de 1970 va confirmar colònies romanes a la vila de Binsfeld. Els artefactes de les tombes es poden veure al Museu d'Història de la Ciutat de Luxemburg.